# Yngre vasatiden
Yngre vasatiden är i Sveriges historia benämningen på perioden 1611–1654, då Gustav II Adolf och dennes dotter Kristina var Sveriges regenter. Perioden föregås av Äldre vasatiden och följs av Karolinska tiden. Den utgör också början på stormaktstiden.